# Partes de mí
Sete Vidas (en español: Partes de Mí) es una telenovela brasileña producida y transmitida por TV Globo. Emitida desde el 9 de marzo al 10 de julio de 2015, reemplazando a Boogie Oogie y siendo sucedida por A través del tiempo, con un total de 106 capítulos.
Escrita por Lícia Manzo y Daniel Adjafre, con la colaboración de Cecília Giannetti, Dora Castelar y Marta Góes, dirigida por Adriano Melo, Pedro Freire, Thiago Teitelroit y Bruno Martins, con la dirección general y de núcleo de Jayme Monjardim. 
Protagonizada por Domingos Montagner y Débora Bloch, con Jayme Matarazzo e Isabelle Drummond como protagonistas jóvenes. Cuenta con las actuaciones estelares de  Malu Galli y Thiago Rodrigues y de la primera actriz Regina Duarte.

## Sinopsis
Miguel (Domingos Montagner) es un oceanógrafo  traumatizado con lo que vivió en su adolescencia, por lo que permanece exiliado en largas expediciónes. En su adultez, él establece una relación con Ligia, que logra llegar a su corazón, lo cual él teme aceptar y termina escapando hacia la Antártida. En una travesía allí,  sufre un accidente y es dado por muerto. En su juventud Miguel ha hecho una donación anónima a un banco de esperma, lo que dio lugar a la generación de seis hijos biológicos. En Rio de Janeiro una jovencita (Julia) descubre que ha sido hija del donante 251 y comienza a investigar su origen, en un grupo de hijos de donantes. Así conoce a Pedro, que es su medio hermano y juntos inician la búsqueda de su progenitor, yendo a la clínica de Fertilidad y logran enviar a través de ésta, una carta a ese donante 251. Ligia al ser pareja de Miguel recibe esa carta y responde que él ha fallecido. Ella se reúne con los muchachos y les cuenta sobre su padre, pero no posee fotos debido al hermetismo de Miguel. A medida que pasan los meses, Julia y Pedro van conectándose con otros medio hermanos, saben uno del otro a través de las pistas de Internet, y establecen luego una relación entre sí.  Así Bernardo, los gemelos Layla y Luís, y Felipe, provenientes de distintos lugares confluyen en Río de Janeiro, uniéndose a Pedro y Julia. Cada uno con sus particularidades, conflictos y una familia detrás  van desarrollando lazos afectivos. 
Por su parte Miguel fue salvado del hundimiento de su barco, por unos navegantes de Argentina y va recuperándose de a poco, hasta que regresa a Río,  en busca de Ligia. Allí descubre que ella se ha casado y también  se entera de que tiene  hijos biológicos, e incluso llega a ver de lejos a Pedro. Esto lo convulsiona y decide irse a Fernando de Noronha, tomando otra identidad para cerrar por completo su pasado. La vida cruzará la suya con la de Pedro en ese mismo lugar de investigación oceanográfica y pese a su intento de ocultarse, aun así como Joâo, entabla una amistad con Pedro. En un punto de esta historia, Miguel deberá afrontar una gran encrucijada que lo expondrá a tomar decisiones que afectarán en mayor o menor medida la vida de todos sus hijos y la de Ligia. 
posible.
| Medio hermano                     | Causa                 | Padres                                             | Origen         |
| --------------------------------- | --------------------- | -------------------------------------------------- | -------------- |
| Pedro (Jayme Matarazzo)           | Padre estéril         | Vicente (Ângelo Antônio) y Letícia (fallecida)     | Río de Janeiro |
| Júlia (Isabelle Drummond)         | Padre estéril         | Marta (Gisele Fróes) y Murilo (Camilo Bevilacqua)  | Río de Janeiro |
| Bernardo (Ghilherme Lobo)         | Madre soltera         | Marlene (Cyria Coentro)                            | Belo Horizonte |
| Luís (Thiago Rodrigues)           | Dos madres            | Esther (Regina Duarte) y Vivian (fallecida)        | Los Ángeles    |
| Laila (Maria Eduarda de Carvalho) | Dos madres            | Esther (Regina Duarte) y Vivian (fallecida)        | Los Ángeles    |
| Felipe (Michel Noher)             | Padre estéril         | Diego (Jean Pierre Noher) y Beatriz (Lígia Cortez) | Argentina      |
| Joaquim (Bernardo Berruezo)       | Generado naturalmente | Vicente y Lígia (Débora Bloch)                     | Río de Janeiro |

## Reparto
| Actor/Actriz              | Personaje                    |
| ------------------------- | ---------------------------- |
| Domingos Montagner        | João Miguel Oliveira Sanches |
| Débora Bloch              | Ligia Fiúza Macedo           |
| Isabelle Drummond         | Julia de Moraes Brandão      |
| Jayme Matarazzo           | Pedro Martins Vieira         |
| Thiago Rodrigues          | Luís Thompson Viana          |
| Maria Eduarda de Carvalho | Laila Thompson Viana         |
| Ghilherme Lobo            | Bernardo Figueira Meira      |
| Michel Noher              | Felipe Soares Viegas         |
| Regina Duarte             | Esther Viana                 |
| Malu Galli                | Irene Fiúza Macedo           |
| Cyria Coentro             | Marlene Figueira Meira       |
| Bianca Comparato          | Diana Ferreira da Silva      |
| Mariana Lima              | Isabel Barreto               |
| Leonardo Medeiros         | Lauro                        |
| Ângelo Antônio            | Vicente Martins Vieira       |
| Letícia Colin             | Elisa de Moraes Ribeiro      |
| Gisele Fróes              | Marta de Moraes Brandão      |
| Fábio Herford             | Eriberto de Souza e Melo     |
| Fernanda Rodrigues        | Virgínia                     |
| André Frateschi           | Arthur Martins Vieira        |
| Maria Flor                | Taís Medeiros                |
| Vanessa Gerbelli          | Marina Bastos                |
| Jean Pierre Noher         | Diego Viegas                 |
| Maria Manoella            | Branca                       |
| Cláudia Mello             | Guida de Moraes Ribeiro      |
| Fernando Belo             | Edgard Pires                 |
| Fernando Eiras            | Renan                        |
| Sílvia Lourenço           | Olívia                       |
| Cláudio Jaborandy         | Durval                       |
| Gabriel Palhares          | Luca                         |
| Milena Melo               | Sophia                       |
| Jesuíta Barbosa           | Miguel (joven)               |
| Luiz Serra                | Aníbal                       |
| Walderez de Barros        | Lara                         |
| Fernando Alves Pinto      | Caio                         |
| Emílio de Mello           | Vinícius                     |
| Selma Egrei               | Dália                        |
| Cristine Perón            | Bia                          |
| Simone Soares             | Soraya                       |
| Talita Tilieri            | Bárbara                      |
| Julia Konrad              | Valentina                    |

## Recepción

### Reconocimientos
| Año  | Premio                     | Categoría                    | Nominado/a         | Resultado | Ref.        |
| ---- | -------------------------- | ---------------------------- | ------------------ | --------- | ----------- |
| 2015 | Premio Extra de Televisião | Mejor novela                 | Lícia Manzo        | Nominado  | [ 1 ]       |
| 2015 | Premio Extra de Televisião | Mejor Aatriz                 | Regina Duarte      | Nominado  | [ 1 ]       |
| 2015 | Premio Extra de Televisião | Revelación Masculina         | Ghilherme Lobo     | Nominado  | [ 1 ]       |
| 2015 | Premio Extra de Televisião | Melhor Actor/Actriz Infantil | Gabriel Palhares   | Nominado  | [ 1 ]       |
| 2015 | Troféu APCA                | Melhor Novela                | Lícia Manzo        | Nominado  | [ 2 ] [ 3 ] |
| 2015 | Troféu APCA                | Mejor Actor                  | Domingos Montagner | Nominado  | [ 2 ] [ 3 ] |
| 2015 | Troféu APCA                | Melhor Diretor               | Jayme Monjardim    | Nominado  | [ 2 ] [ 3 ] |
| 2015 | Prêmio Quem de Televisão   | Mejor Actor                  | Domingos Montagner | Nominado  | [ 4 ] [ 5 ] |
| 2015 | Prêmio Quem de Televisão   | Mejor Actriz                 | Debora Bloch       | Nominado  | [ 4 ] [ 5 ] |
| 2015 | Prêmio Quem de Televisão   | Revelación                   | Ghilherme Lobo     | Nominado  | [ 4 ] [ 5 ] |
| 2015 | Prêmio Quem de Televisão   | Mejor Actor                  | Lícia Manzo        | Nominado  | [ 4 ] [ 5 ] |